# Ancien tramway de Tours
Pour l’article homonyme, voir Tramway de Tours.
L'ancien tramway de Tours est un ancien réseau de tramway urbain et périurbain desservant l'agglomération française de Tours (Indre-et-Loire) et ses environs entre 1877 et 1949. D'abord à traction animale ou vapeur selon les lignes, combinant un réseau urbain et un réseau suburbain, il est transformé en tramway électrique entre 1900 et 1914.
Un nouveau réseau, envisagé dès les années 1990, est mis en service à l'été 2013.

Carte animée de l'évolution des infrastructures ferroviaires de l'agglomération de Tours, dont celles des anciens et actuels tramways, de 1875 à nos jours.

## Historique

### Le lancement du projet en 1874

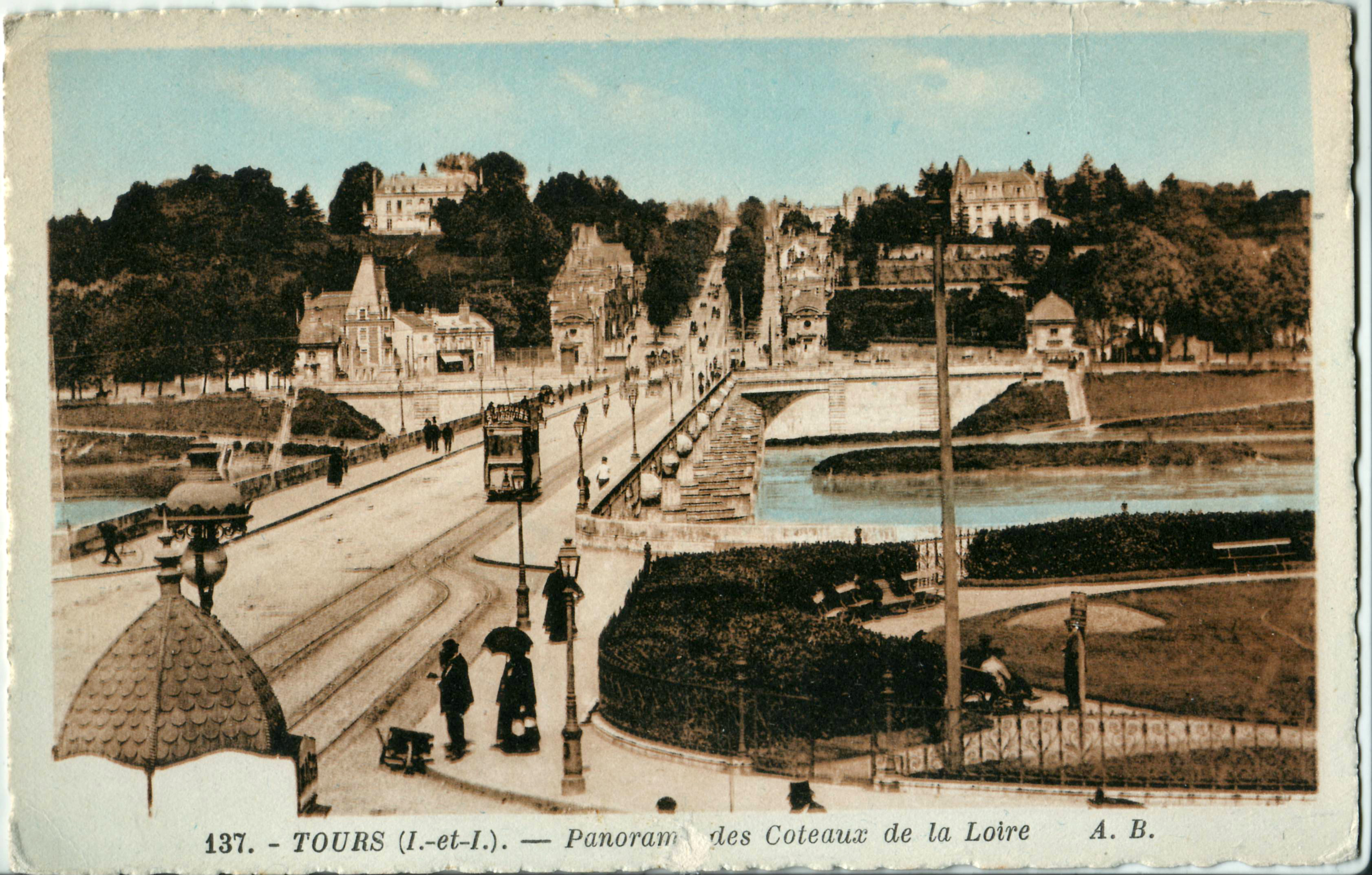
Évitement à l'entrée du pont Wilson.

En 1874, le maire de Tours, Eugène Goüin, termine son mandat et veut engager le projet du tramway avant son départ. Deux entreprises font leurs offres de service. Frédéric de la Hault, fondateur de la Compagnie générale française des tramways, envoie les propositions de son entreprise le 21 août, et Léon Marsillon, pour la Compagnie des tramways du Nord, envoie les siennes le 9 septembre.
Le 12 octobre 1874, les deux candidats sont reçus à la mairie par la commission municipale chargée du tramway. C'est sur le budget global que le choix  de l'exploitant sera fait. Le concessionnaire doit déposer une caution qui lui sera en partie rendue une fois les travaux terminés, ainsi qu’une redevance annuelle pour chaque voiture. En échange, il perçoit le montant des tickets.
En 1875, Dieudonné Belle est élu maire. Le 23 avril 1875, le choix officiel est annoncé, et le 25 juillet, Frédéric de la Hault devient concessionnaire du tramway de Tours pour 40 ans. Il versera 50 000 francs de caution et 300 francs par an et par voiture.

### L'inauguration du premier tramway à chevaux

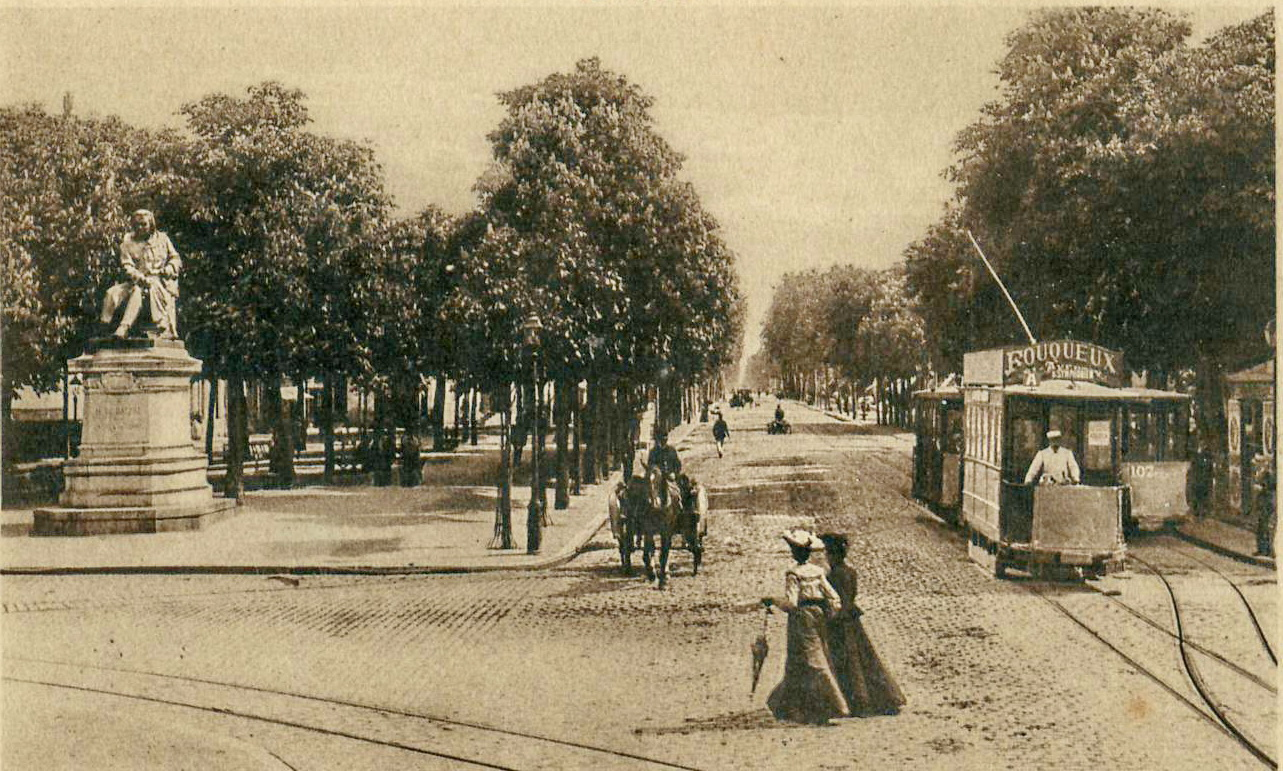
Le tramway électrique avenue de Grammont, en 1912.

Le 8 juillet 1877, « À 9 heures du matin, l’administration municipale a pris place dans une voiture ornée de drapeaux et a parcouru les différentes lignes. Pendant le restant de la journée, une foule de personnes ont fait usage de ce moyen de transport, toutes les voitures étaient au grand complet. ». C'est en ces termes que, le lundi 9 juillet 1877, Le Journal d’Indre-et-Loire rend compte de l’inauguration du nouveau tramway qui a eu lieu la veille.
La ligne est ouverte dans sa totalité le 17 juillet 1877. Le Journal d’Indre-et-Loire annonce l’ouverture avec ce texte : « Malgré les pronostics fâcheux des opposants, on constate qu’il n’y a eu aucun accident. ». Quelques jours plus tard, le journaliste rapporte un témoignage : « Le tramway est de mode, une promenade de tramway est une véritable partie de plaisir qu’on se paierait comme une chope de bière. Exemple : à la barrière de Grandmont, dimanche soir, au signal, personne ne descend. Tout le monde repart et les 50 personnes qui attendaient restent en plan. ».
Les voitures, fermées, à deux essieux, sont prévues pour emporter 30 passagers ; une voiture unique par un cheval mais, en cas de forte affluence, un train de deux voitures peut exceptionnellement être constitué. À la différence de ce qui se passe sur d'autres réseaux, il n'y a qu'une seule classe de voyageurs.

### La Compagnie des tramways de Tours

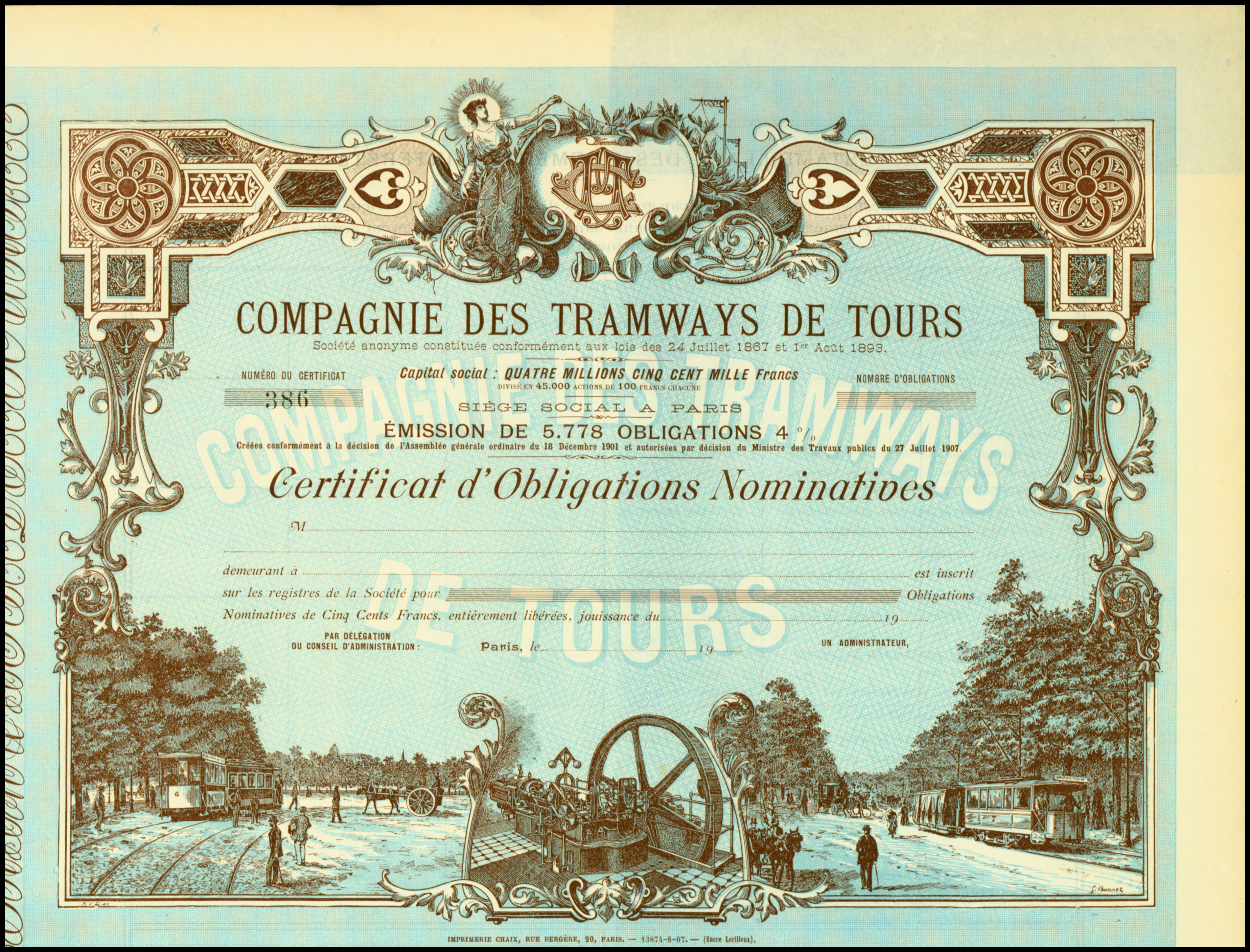
Obligation de la CTT.

En 1898, la nouvelle Compagnie des tramways de Tours (CTT) fondée par Louis-Marie Josserand de Raguet de Brancion de Liman reprend l’exploitation du réseau qui, en 1900, est long de 20 km, possède deux écartements (standard et métrique) et quatre modes de traction différents (hippomobile, vapeur, électrique par le sol et électrique par fil aérien).
Entre 1900 et 1901, tout le réseau est transformé à l'écartement métrique alors que les premières lignes sont à l'écartement standard de 1,435 m. La traction électrique a intégralement remplacé les chevaux et la vapeur. Cette importante modification s'accompagne d'un transfert du dépôt. Initialement installé au nord de la Loire, il est déplacé au tournant du XXe siècle à l'extrémité sud de l'avenue de Grammont, dans une ancienne usine à gaz. Ce dépôt qui dans un premier temps produit l'énergie électrique nécessaire au tramway grâce à une centrale thermique, est équipé en 1932 d'une sous-station alimentée par le réseau général.
Le réseau s’accroît alors très rapidement, pour atteindre sa longueur maximale en 1911. La traction vapeur disparaît l’année suivante, et les plots Diatto en 1914.
Durant la Première Guerre mondiale, en 1916, certains tronçons sont abandonnés. Les lignes suburbaines ferment en 1932 devant la concurrence routière des autobus privés.

### La fin du premier réseau de tram
Le réseau de tram, déjà bien vieillissant, est presque anéanti pendant la Seconde Guerre mondiale : les quartiers du bord de la Loire sont incendiés, le pont Wilson est partiellement détruit par les Français en 1940 puis par les Allemands en 1944, le dépôt est dévasté par un bombardement en 1944.
Après la libération de Tours, en septembre 1944, la compagnie remet rapidement en état les installations endommagées : le 26 octobre 1944, les premiers tramways circulent sur la ligne A. Le lendemain, les autobus se remettent en service. Le pont Wilson étant détruit, le réseau est coupé en deux et un autobus assure la liaison entre les deux parties en traversant une passerelle provisoire. Cette situation dure jusqu'au 10 septembre 1947 mais le matériel de tramway est dans un état de délabrement important. En outre, à Tours comme dans presque toute la France de l'après-guerre, le tramway apparaît désuet, symbole « d'un temps révolu » et associé aux années de guerre, dangereux pour la circulation automobile et cycliste, et sa disparition est souhaitée, voire recherchée. Il cesse de circuler définitivement le 14 septembre 1949, remplacé par un service combinant autobus et trolleybus.

## Le réseau

### Lignes urbaines

#### Ligne A
La première ligne, longue de 3,9 km, conduit de la barrière de Vouvray (l’actuel arrêt Île-Aucard, près du débouché nord du pont de Fil) à la barrière de Grandmont, plus tard orthographié Grammont (Carrefour de Verdun, au pont sur le Cher). De courtes extensions sont très vite  créées vers l’actuel pont Napoléon d’une part, et la gare d’autre part.
Ce premier réseau est exploité par la Compagnie générale française de tramways, association de la Banque française et italienne et de l’entrepreneur belge Frédéric de la Hault, ancêtre de Veolia Transport.
En 1892, un prolongement vers le Champ de Mars, en bord de Loire, à l'est de la ville, est créé. Il s'agit de desservir le site de l'exposition nationale qui s'y déroule cette année-là.

#### Ligne B
Celle ligne, longue de 4,9 km, relie la place Velpeau au jardin botanique. Elle est inaugurée le 29 août 1903. Électrique et alimentée par le sol via des plots Diatto, elle dessert la gare et les Halles.

#### Ligne C
Elle est inaugurée le 6 octobre 1903. Son trajet initial, de la place Rabelais à Saint-Pierre-des-Corps s'arrête, à l'est, à la barrière de Saint-Pierre-des-Corps sur les quais de la Loire. Six ans plus tard, elle est prolongée jusqu'à la mairie de Saint-Pierre. Au sud, elle est prolongée en 1910 puis en 1914 jusqu'à Joué-lès-Tours. Elle est alimentée par plots de la place Rabelais aux bords de Loire. Elle doit son statut de « ligne urbaine » à ce que, lors de sa création, elle ne dépasse pas les limites de Tours, même si elle s'étend bien au-delà par la suite.

#### Ligne C'
Considérée comme une branche de la précédente, elle relie la place Rabelais à la place Thiers, où elle se trouve en correspondance avec la ligne A.

#### Ligne D
Cette courte ligne (970 m) à voie métrique relie la place Anatole-France à la place de la Victoire. Elle est mise en service le 31 août 1906 et les rames sont alimentées en électricité par plots,excepté sur les quais

### Lignes suburbaines

#### Hôtel de ville de Tours - Vouvray

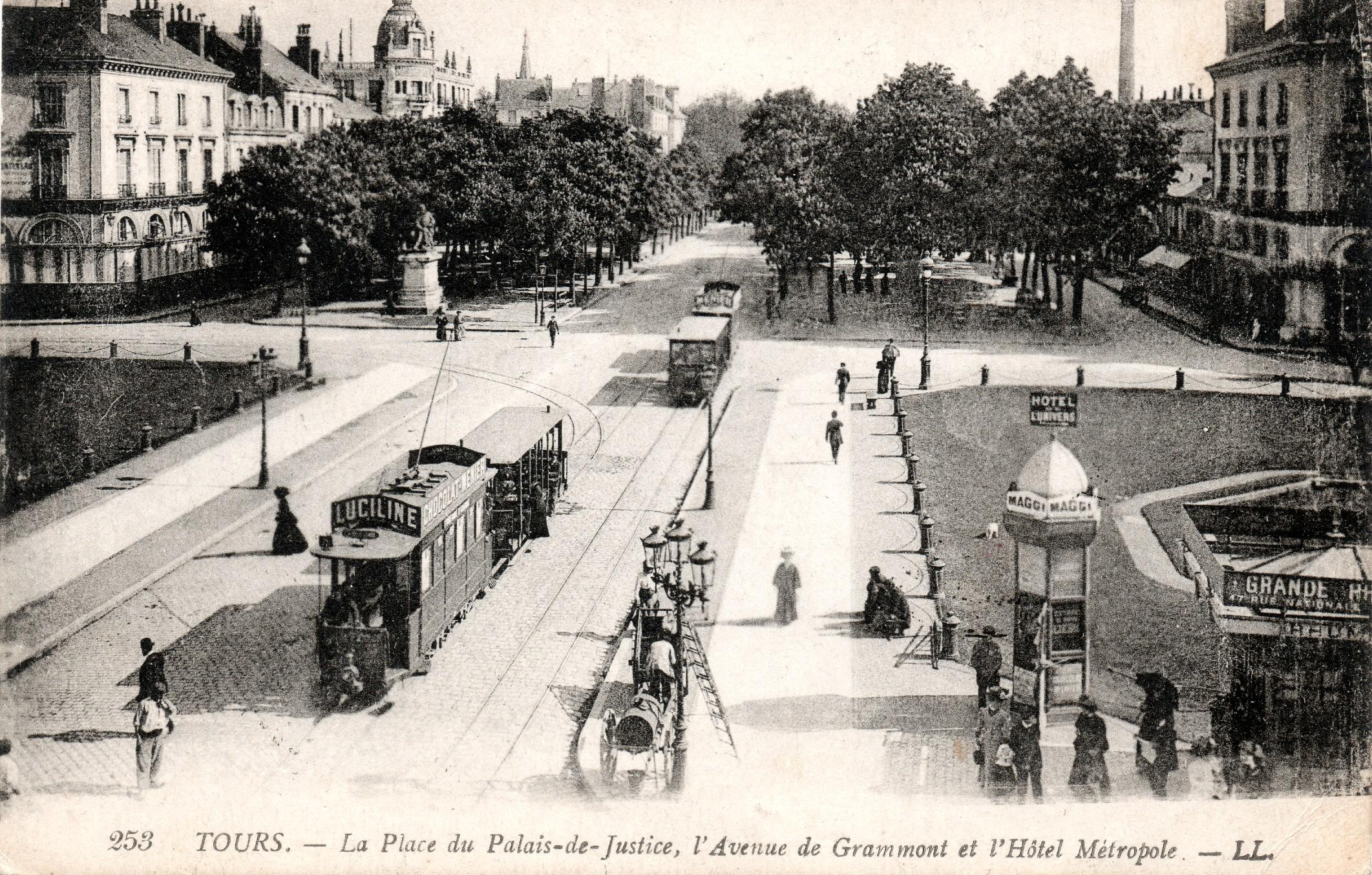
Croisement de tramways, place du Palais de justice, 1910.

En 1881, Monsieur Davenat, entrepreneur de voitures publiques, propose au préfet le prolongement de la ligne de tramway longeant la Loire sur la rive droite jusqu’à Vouvray. Cette destination est, dès la fin du XIXe siècle, un lieu de promenade dominicale privilégié des Tourangeaux.
La nouvelle ligne exploitée par la Société de Tramways à Vapeur de Tours à Vouvray partait de la place de l’Hôtel-de-ville (actuelle place Anatole-France) en empruntant les voies déjà construites et utilisées par le concessionnaire de la ligne de Tours. Elle est ensuite prolongée de 7,6 km , depuis le dépôt de la Compagnie générale française de tramways, là où se terminait la ligne à traction animale. Elle partage un peu plus d’un kilomètre avec cette ligne existante.
Le matériel devait comprendre quatre voitures sans impériale, deux avec impériale, deux wagons de messageries et une balayeuse qui doivent assurer le service avec 15 chevaux : « Traction avec des chevaux et plus tard avec des machines si, par le progrès de l’industrie, on arrive à pouvoir s’en servir sans danger. ». Toutefois, la traction mécanique à vapeur est adoptée dès l'ouverture de la ligne en 1889.
Les trains étaient constitués de deux voitures et un fourgon, pour une longueur maximum de 25 mètres, avec quatre départs par jour dans les deux sens en hiver et six départs par jour dans les deux sens en été.
Le trajet coûtait 30 centimes jusqu’à Marmoutier, puis dix centimes de plus jusqu’à Rochecorbon et dix encore pour atteindre Vouvray : soit 50 centimes pour parcourir les 9,350 km de la nouvelle ligne. Les passagers devraient s’acquitter de 5 centimes par bagage.

#### Ligne de la Tranchée
D'une longueur de 910 m, elle emprunte l'avenue de la Tranchée entre la place Choiseul, en bas et la place de la Tranchée en haut.La pente de la ligne n'atteint pas 6 ‰ mais le tarif exigé auprès des voyageurs dans le sens de la montée est double de celui demandé dans le sens de la descente. Lors de sa création, il s'agit bien d'une ligne suburbaine puisque tracée sur la commune de Saint-Symphorien, rattachée à Tours en 1964.

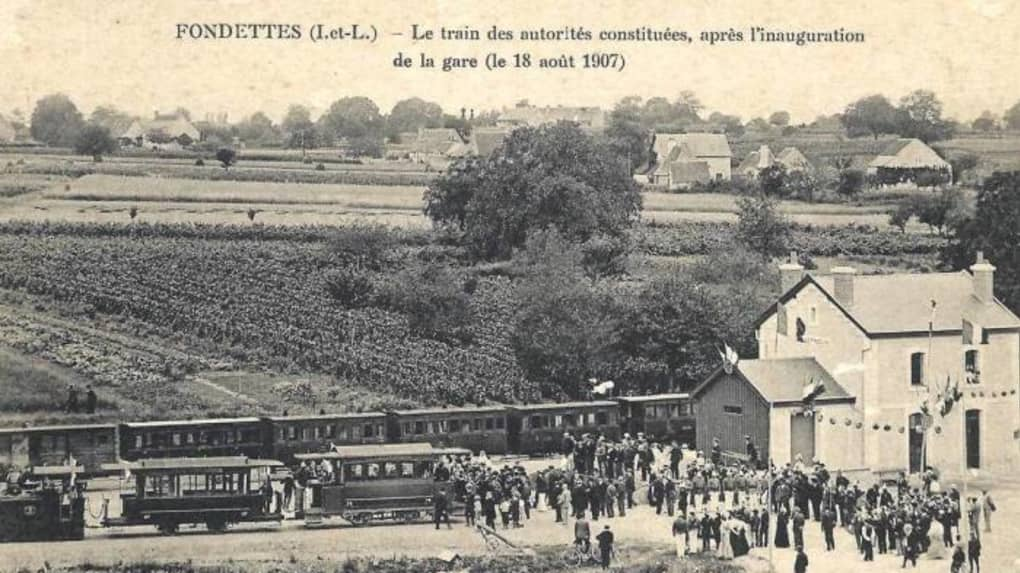
Le tramway (premier plan) et le train (arrière-plan) à la gare de Fondettes le 18 août 1907.

#### Tours - Luynes
Cette ligne est mise en service le 5 août 1899 jusqu'à Luynes sur une longueur de 15 km. Un embranchement dessert Fondettes où une correspondance est possible à la gare avec le réseau des chemins de fer départementaux dont la ligne nord du département est mise en service le 18 août 1907. Elle présente en outre la particularité d'être ouverte au trafic voyageurs et marchandises. Au début du XXe siècle, les rames de tramway sont tractées par des locomotives à vapeur construites par la société de Saint-Léonard.

#### Tours - Saint-Avertin - Azay-sur-Cher
En 1889, le préfet évoque une ligne Tours - Saint-Cyr-sur-Loire - Fondettes. En mai 1890, c'est le maire de Saint-Avertin qui fait voter une subvention, à laquelle s'ajoute une souscription faite auprès des habitants, pour étudier le projet d'une ligne de Tours à Saint-Avertin.
Une brochure avait même été réalisée. On y expliquait que la ville de Saint-Avertin, au bord du Cher, était la promenade la plus fréquentée des environs de Tours « parce qu'on s'y rend par trois routes différentes qui permettent de faire une excursion charmante. ». Les marcheurs longeaient le canal de la Loire au Cher par les deux côtés, ou empruntaient le tram jusqu'au Cher et allaient à pied « à travers les prairies » de l'avenue de Grammont à Saint-Avertin.
Sur les trois itinéraires, le maire de Saint-Avertin avait prévu 8 900 voyageurs par semaine en août et 6 400 en décembre. Le premier trajet, 5 700 mètres de ligne envisagé, passait par le boulevard Heurteloup, la rue de la Fuie, enjambait le canal côté Cher, puis suivait la levée de Rochepinard. Le second projet, de 3 km, suivait l'avenue de Grammont puis longeait le coteau jusqu'à Saint-Avertin. Le budget de première solution était de 270 000 francs, celui de la seconde 157 000. En 1911, la ligne est prolongée jusqu'à Azay-sur-Cher.
Peu de temps après, le préfet reçu, du syndicat des loueurs de voitures de Tours, une pétition contre le tramway et en faveur du développement du chemin de fer départemental. La ligne sera créée en 1899.

Les tramways de Tours
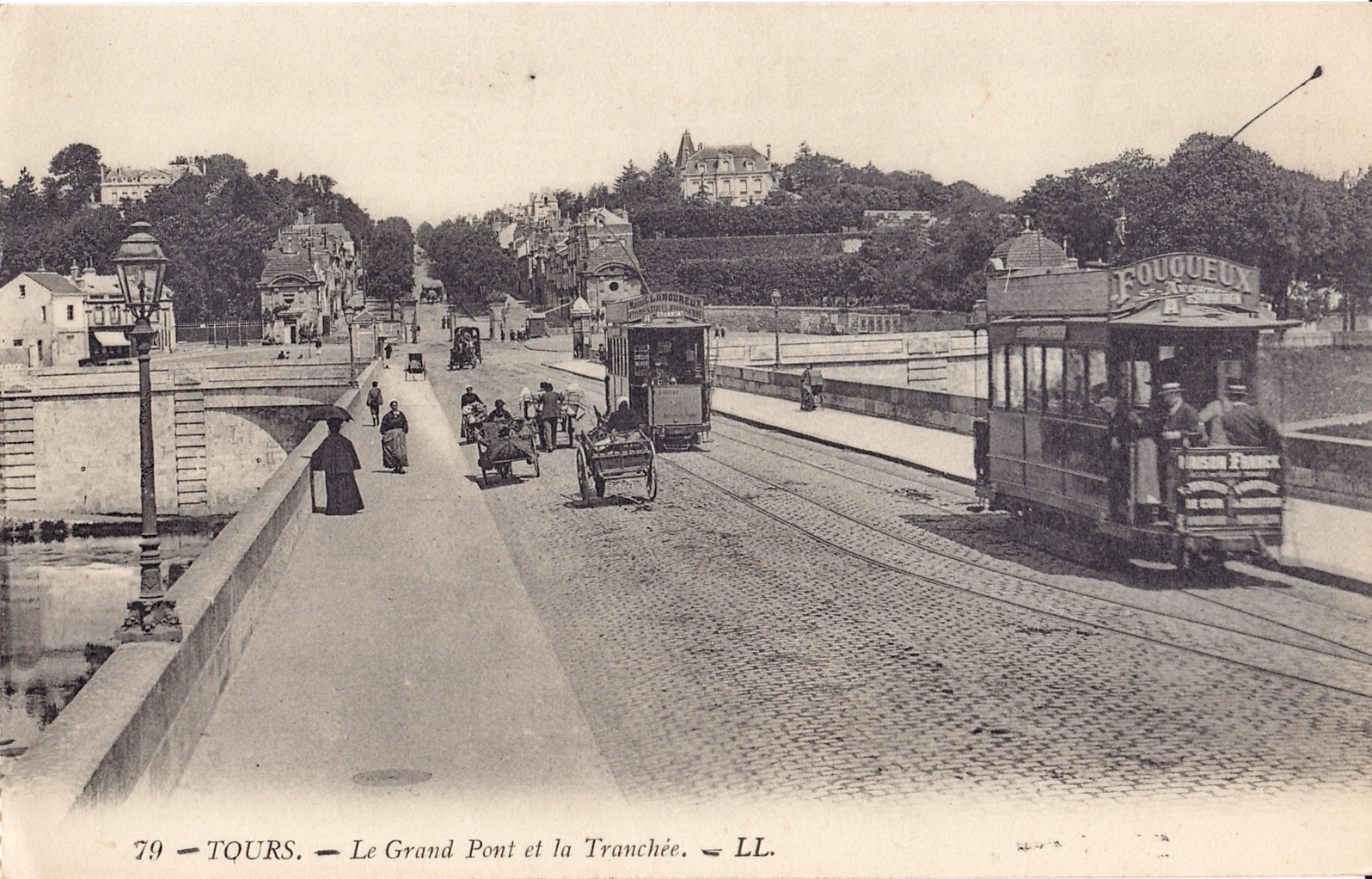
Croisement de tramways sur l'évitement de l'entrée du Pont Wilson.
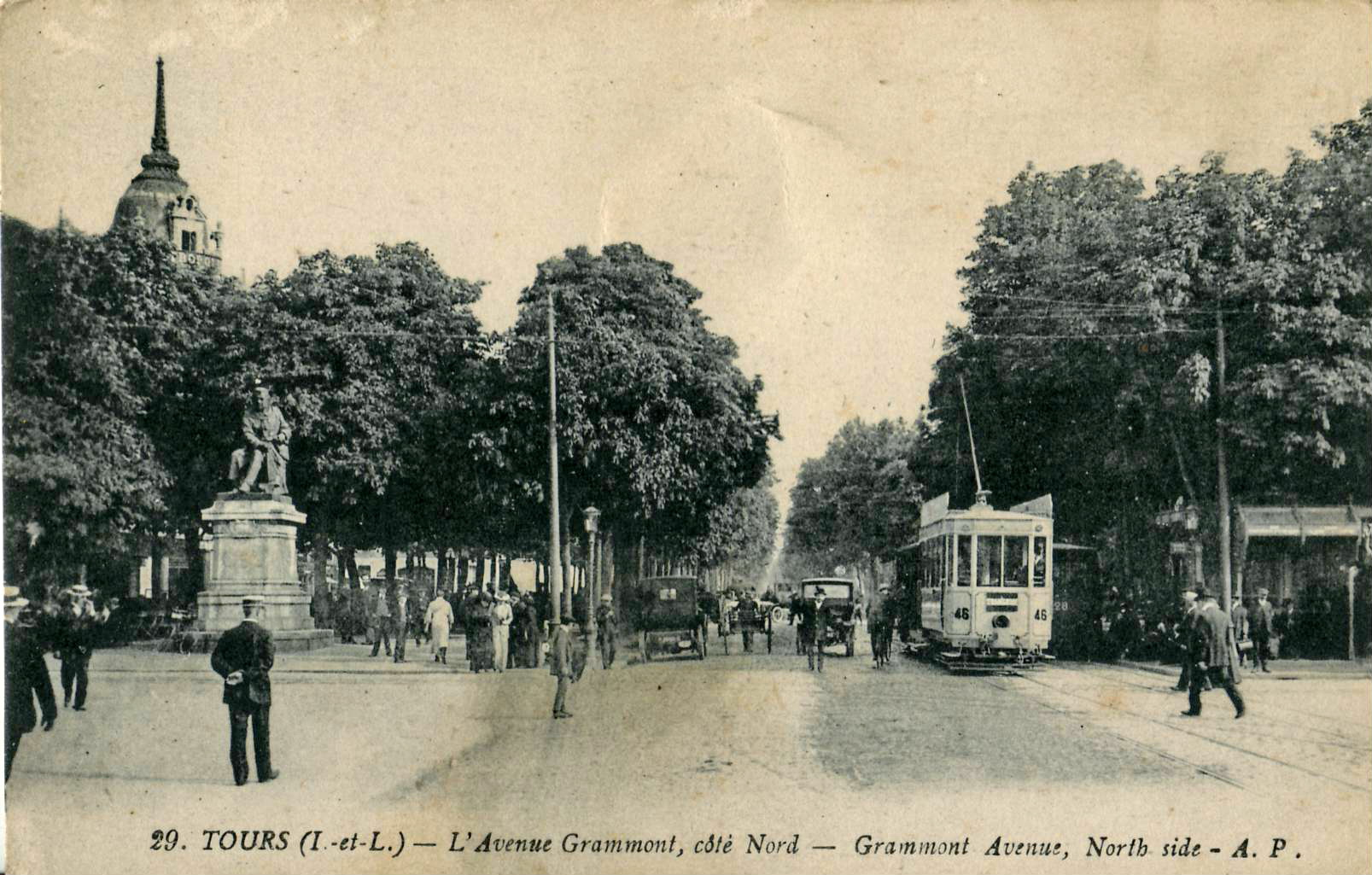
Croisement de deux tramways, avenue de Grammont.
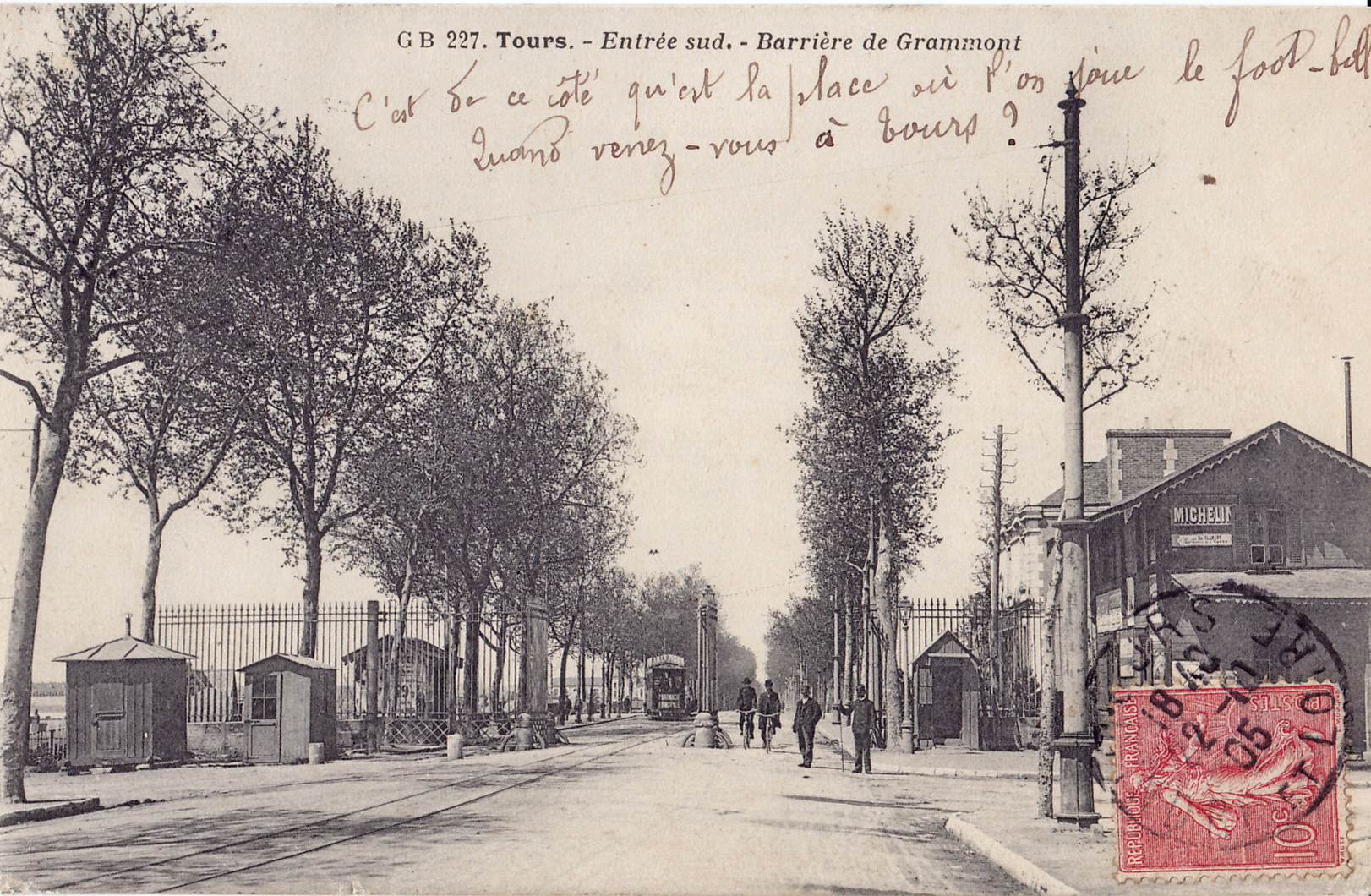
Passage d'octroi, barrière de Grammont.

## Les modes de traction
À sa création, le tramway est hippomobile, un cheval tirant une ou deux voitures. Pour exploiter la première ligne, 50 chevaux sont nécessaires, ainsi que 30 voitures.
Deux ans après Paris, Tours introduit la traction vapeur sur son réseau. Des automotrices utilisant des générateurs à vapeur système Serpollet sont mises en service en 1895. Elle ne donnent toutefois pas les résultats escomptés et, comme les pièces détachées ne peuvent être obtenues auprès du constructeur, ces automotrices sont arrêtées en 1900 sur le réseau urbain. En 1912, la traction vapeur disparaît aussi des lignes suburbaines où elle était assurée par des locomotives à vapeur.
En 1896, alors que la technologie n'a encore été expérimentée que dans la ville de Turin, Tours adopte le système d'alimentation électrique par le sol au moyen de plots, mis au point par Alfredo Diatto. Cette technique, révolutionnaire pour l'époque, s'avère d'une utilisation délicate (sensible à la propreté de la voie) et parfois dangereuse (risques d'électrocution). Les lignes ou portions de lignes équipées sont progressivement transformées pour le captage aérien et les plots Diatto disparaissent en 1914.